# Ikimono-gakari
Ikimono-gakari (japanska: いきものがかり) är en japansk pop-rockgrupp som debuterade 1998. Gruppen har gett ut flera skivor.

## Gruppmedlemmar
- Kiyoe Yoshioka
- Yoshiki Mizuno
- Hotaka Yamashita

## Diskografi

### Studioalbum
| Year | Information                                      | Topplacering | Försäljning |
| ---- | ------------------------------------------------ | ------------ | ----------- |
| 2007 | Sakura Saku Machi Monogatari Släppt: 7 mars 2007 | 4            | 260 684     |
| 2008 | Life Album Släppt: 13 februari 2008              | 2            | 252 599     |
| 2008 | My Song Your Song Släppt: 24 december 2008       | 1            | 466 120     |
| 2009 | Hajimari no Uta Släppt: 23 december 2009         | 1            | 556 841     |